# New York Jets 1969
La stagione 1969 dei New York Jets è stata la nona della franchigia nell'American Football League. La squadra iniziò l'annata come campione in carica dopo la vittoria nel Super Bowl III, vincendo la AFL Eastern Division con un record di 10–4 ma venendo sconfitta nei divisional playoff dai Kansas City Chiefs futuri vincitori del Super Bowl IV.

## Calendario
| Stagione regolare |                       |           |                      |
| Turno             | Avversario            | Risultato | Stadio               |
| 1                 | at Buffalo Bills      | V 33–19   | War Memorial Stadium |
| 2                 | at Denver Broncos     | S 21–19   | Mile High Stadium    |
| 3                 | at San Diego Chargers | S 34–27   | San Diego Stadium    |
| 4                 | at Boston Patriots    | V 23–14   | Alumni Stadium       |
| 5                 | at Cincinnati Bengals | V 21–7    | Nippert Stadium      |
| 6                 | Houston Oilers        | V 26–17   | Shea Stadium         |
| 7                 | Boston Patriots       | V 23–17   | Shea Stadium         |
| 8                 | Miami Dolphins        | V 34–31   | Shea Stadium         |
| 9                 | Buffalo Bills         | V 16–6    | Shea Stadium         |
| 10                | Kansas City Chiefs    | S 34–16   | Shea Stadium         |
| 11                | Cincinnati Bengals    | V 40–7    | Shea Stadium         |
| 12                | Oakland Raiders       | S 27–14   | Shea Stadium         |
| 13                | at Houston Oilers     | V 34–26   | Astrodome            |
| 14                | at Miami Dolphins     | V 27–9    | Miami Orange Bowl    |

## Classifiche
| AFL Eastern Division | AFL Eastern Division | AFL Eastern Division | AFL Eastern Division | AFL Eastern Division | AFL Eastern Division | AFL Eastern Division | AFL Eastern Division | AFL Eastern Division | AFL Eastern Division |
|                      | V                    | S                    | P                    | %                    | DIV                  | PF                   | PS                   | STR                  |                      |
| -------------------- | -------------------- | -------------------- | -------------------- | -------------------- | -------------------- | -------------------- | -------------------- | -------------------- | -------------------- |
| New York Jets        | 10                   | 4                    | 0                    | .714                 | 8–0                  | 353                  | 269                  | V2                   |                      |
| Houston Oilers       | 6                    | 6                    | 2                    | .500                 | 5–3                  | 278                  | 279                  | V1                   |                      |
| Boston Patriots      | 4                    | 10                   | 0                    | .286                 | 3–5                  | 266                  | 316                  | S2                   |                      |
| Buffalo Bills        | 4                    | 10                   | 0                    | .286                 | 2–6                  | 230                  | 359                  | S2                   |                      |
| Miami Dolphins       | 3                    | 10                   | 1                    | .231                 | 2–6                  | 233                  | 332                  | S1                   |                      |

Nota: I pareggi non venivano conteggiati ai fini della classifica fino al 1972.